# Венглінський Олександр Миколайович
Олександр Микола́йович Венглінський (нар. 29 листопада 1974) — український футболіст, півзахисник, бронзовий призер чемпіонату України 1996—1997 років.

## Походження
Народився і виріс у Києві. Вихованець СДЮШОР «Динамо». Старший брат відомого українського футболіста Олега Венглінського.

## Виступи
Грав головним чином за команди першої та другої ліги українського футбольного чемпіонату. В 1996—1997 роках виступав за полтавську «Ворсклу» — команду вищої ліги, що здобула 1997 року бронзові медалі першості. Також виступав у вищій лізі за команди Металург (Донецьк) в 1997—1998 роках та Прикарпаття (Івано-Франківськ) у 1999—2000 роках. Всього провів у вищій лізі українського чемпіонату 54 матчі і забив три голи.
У 1992—1996 роках виступав у другій команді київського «Динамо» (77 лігових ігор, 6 забитих м'ячів). За основний склад провів один матч у Кубку України. Також залучався до ігор третьої команди в аматорській першості України.
На рахунку О. Венглінського 6 матчів у складі молодіжної збірної України в 1993—1994 роках.
У 2002—2004 рр. виступав за клуби аматорської ліги Європа (Прилуки) та Колос (Гайворон).
Нині грає у складі національної збірної України серед ветеранів.

## Бізнес
Олександр Венглінський є співзасновником фірми "Футбольне агентство «С.В.С.» у м. Бориспіль.